# Anna Pasocha
Anna Pasocha, född den 1 februari 1949 i Moskva, är en sovjetisk roddare.
Hon tog OS-brons i fyra med styrman i samband med de olympiska roddtävlingarna 1976 i Montréal.